# Neil Robbins
Neil James Robbins (* 8. September 1929; † 6. Dezember 2020) war ein australischer Hindernis- und Langstreckenläufer sowie Olympiateilnehmer 1956.

## Sportliche Laufbahn
Im Jahr 1954 erreichte er bei den British Empire and Commonwealth Games in Vancouver über sechs Meilen nicht das Ziel.
Bei den Olympischen Spielen 1956 in Melbourne wurde er Siebter im 3000-Meter-Hindernislauf. 1952 wurde er Australischer Meister im Crosslauf.

## Persönliche Bestzeiten
- 3 Meilen: 14:04,8 min, 3. Januar 1955
- 6 Meilen: 29:26,4 min, 24. März 1954, Melbourne (ehemaliger nationaler Rekord)
- 3000 m Hindernis: 8:50,0 min, 29. November 1956, Melbourne (ehemaliger nationaler Rekord)